# Kuchnia duńska

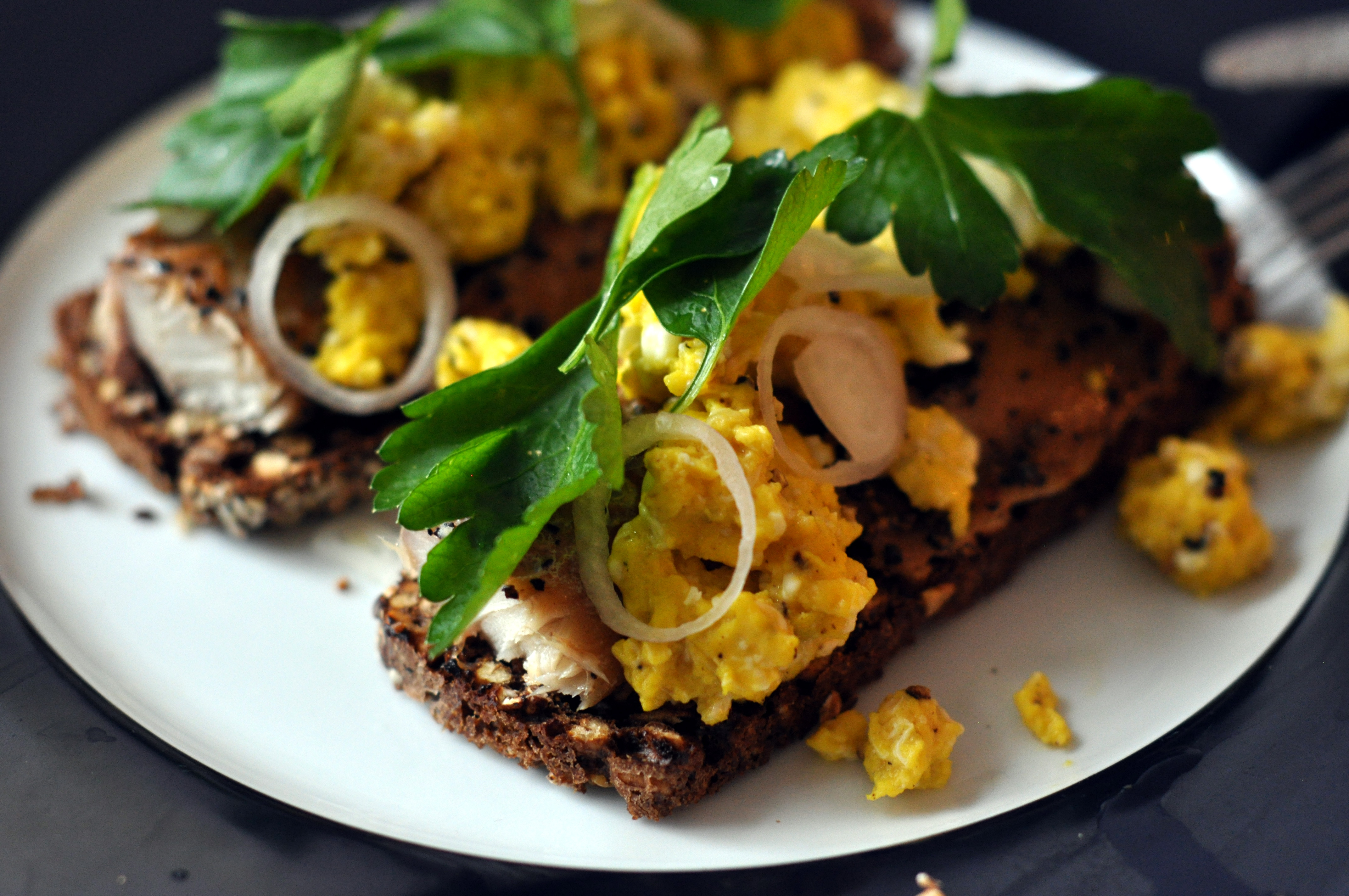
Smørrebrød

Kuchnia duńska bazuje na naturalnych oraz tradycyjnych produktach, mających wiele właściwości odżywczych. Popularne jest mięso w różnych odsłonach – przede wszystkim wieprzowina, ale również drób, wołowina i dziczyzna, i ryby, takie jak śledzie. Dużą popularnością cieszą się w niej również ziemniaki oraz inne warzywa, jak kapusta, buraki, czy ogórki. Duńczycy preferują tradycyjne, nieskomplikowane receptury, których przygotowanie nie jest zbyt czasochłonne. W związku z surowym, skandynawskim klimatem nie unika się bardziej tłustych potraw, których podstawą jest mięso, rzadziej sięga się po zupy. Zwyczajem mieszkańców Danii jest spożywanie przed południem posiłku zwanego „frokost”, który jest odpowiednikiem drugiego śniadania czy też lunchu. Z kolei główny posiłek jest spożywany dopiero w późnych godzinach popołudniowych. Przyprawy, jakie się stosuje, są zazwyczaj łagodne.

## Przykładowe dania
Reprezentatywnym daniem kuchni duńskiej jest smørrebrød – otwarte kanapki z ciemnego, razowego pieczywa. Mają one wiele wariantów (np. słońce nad Gudhjem), w wersji tradycyjnej składają się ze słonego mięsa, pasty z wątróbki oraz krążków cebulowych. Duńczycy często spożywają śledzie, które są przyrządzane na wiele sposobów. Przykładem jest śledź wędzony z wyspy Bornholm – „Bornholmer”, który spożywa się na gorąco na kromce ciemnego chleba. Inne rodzaje to np. śledzie marynowane w zalewie octowej albo ziołach. Charakterystyczne dla Danii są także frikadelle – kotlety mielone, które podaje się m.in. razem z ziemniakami oraz kiszonymi ogórkami. Mieszkańcy Danii chętnie sięgają również po tzw. leverpostej – pastę, w której składzie można znaleźć podroby, słoninę oraz cebulę. Według statystyk rocznie spożywana jest tam w ilości 18-20 ton. Kolejnym narodowym duńskim daniem jest biksemad, którego podstawą są smażone ziemniaki i mięso oraz dodatkowo cebula. Do dość oryginalnych potraw należy również wypiekany zazwyczaj w okresie świąt chleb węgorzowy. Tradycyjnym śniadaniem jest Øllebrød, jadane również o innych porach dnia. W przeciwieństwie do innych państw, zamiast czekoladowych kremów do kanapek na śniadanie, preferuje się czekoladę w plastrach – pålægschokolade.

### Sery
Wśród popularnych rodzajów można wymienić m.in. tradycyjny duński ser Havarti, wytwarzany z mleka krowiego, ser krowi Esrom o łagodnym smaku, Danbo, Edelpilz, Fynbo oraz Samsoe. Mieszkańcy Danii sięgają również po sery wędzone, a popularnością cieszy się ser wędzony pochodzący z duńskiej wyspy – Fionia.

### Napoje
Duńczycy chętnie piją wodę kranową, uważaną przez nich za bezpieczną i czystą. Chętnie warzą piwo – jednym z bardziej znanych jest to produkowane na bazie dawnej receptury wykorzystującej bagienny mirt, który rośnie na jutlandzkich wrzosowiskach. Słynnym napojem alkoholowym jest Akvavit – kminkowa wódka, która powstaje na bazie spirytusu ziemniaczanego albo zbożowego oraz innych dodatków.

### Desery
Duńskie desery w dużej mierze bazują na owocach. W wielu z nich wykorzystywane jest jabłko z dodatkiem wanilii. Dania kojarzona jest również ze słodkimi bułkami, zwanymi teboller, tj. „dunkami”. Popularne są również ciastka owsiane lub maślane. Jedną z tradycyjnych duńskich potraw bożonarodzeniowych jest Risalamande, pewien rodzaj budyniu ryżowego z bitą śmietaną i posiekanymi migdałami, podawanym z czerwonym sosem owocowym, zazwyczaj z czereśni. Z tą potrawą związana jest tradycja „migdałowego podarunku”, czyli Mandelgave.